# Sjabloon

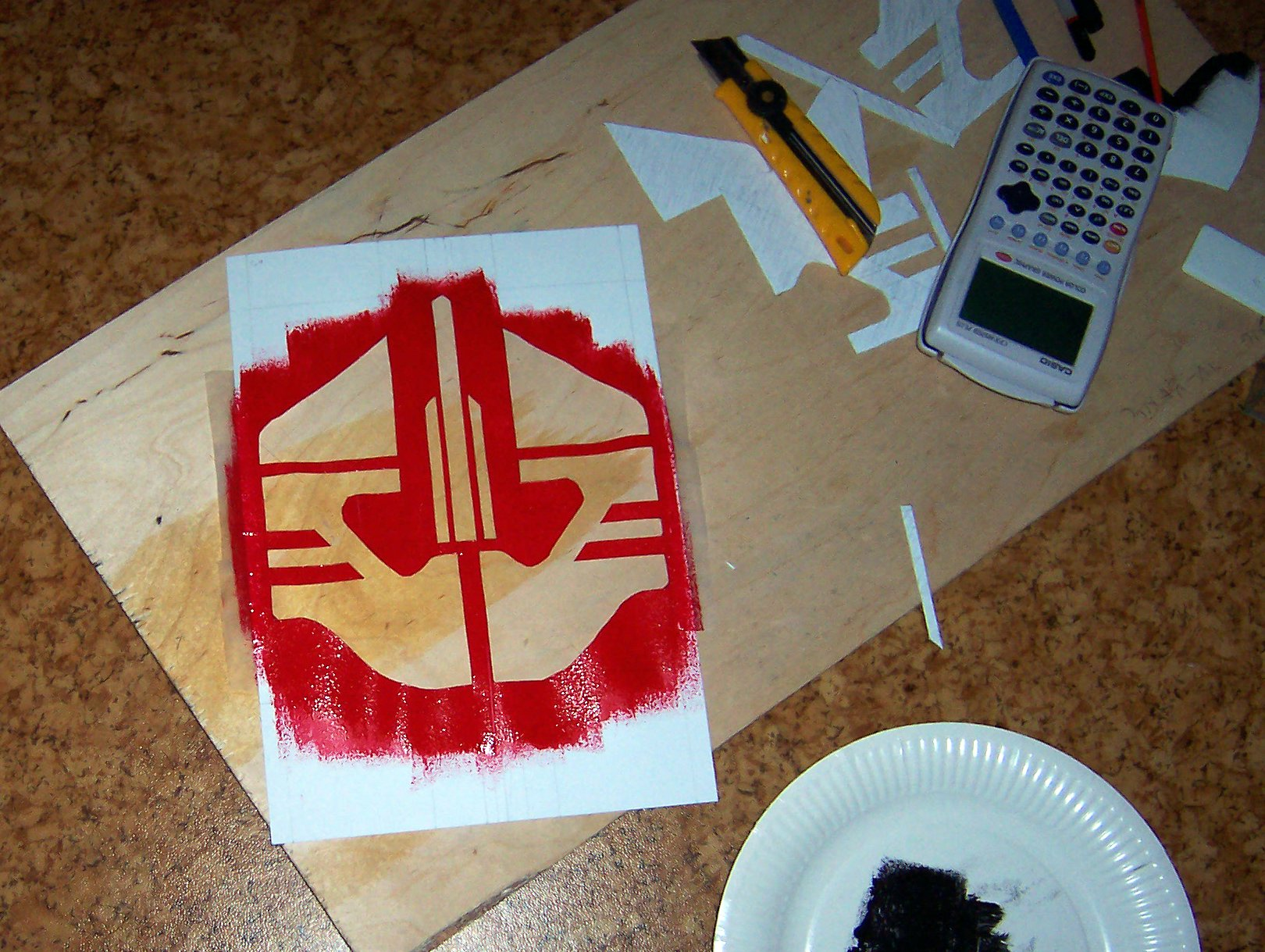
Tekensjabloon

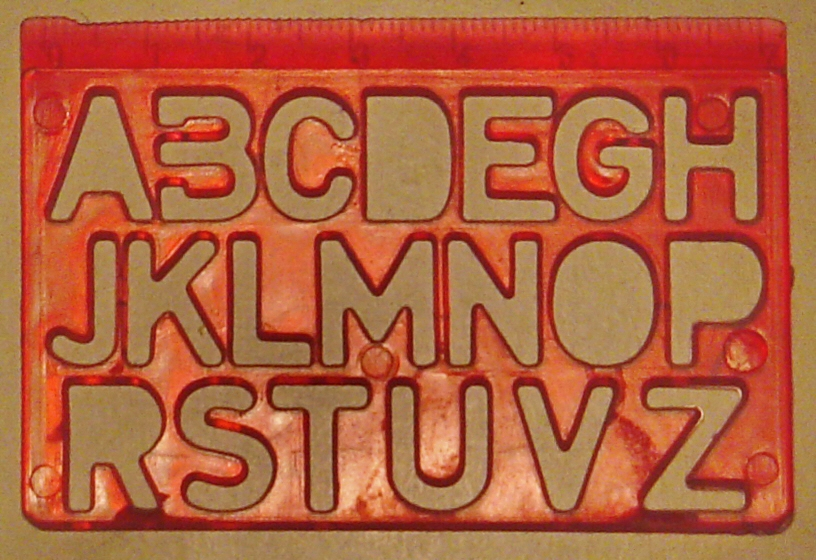
Lettersjabloon

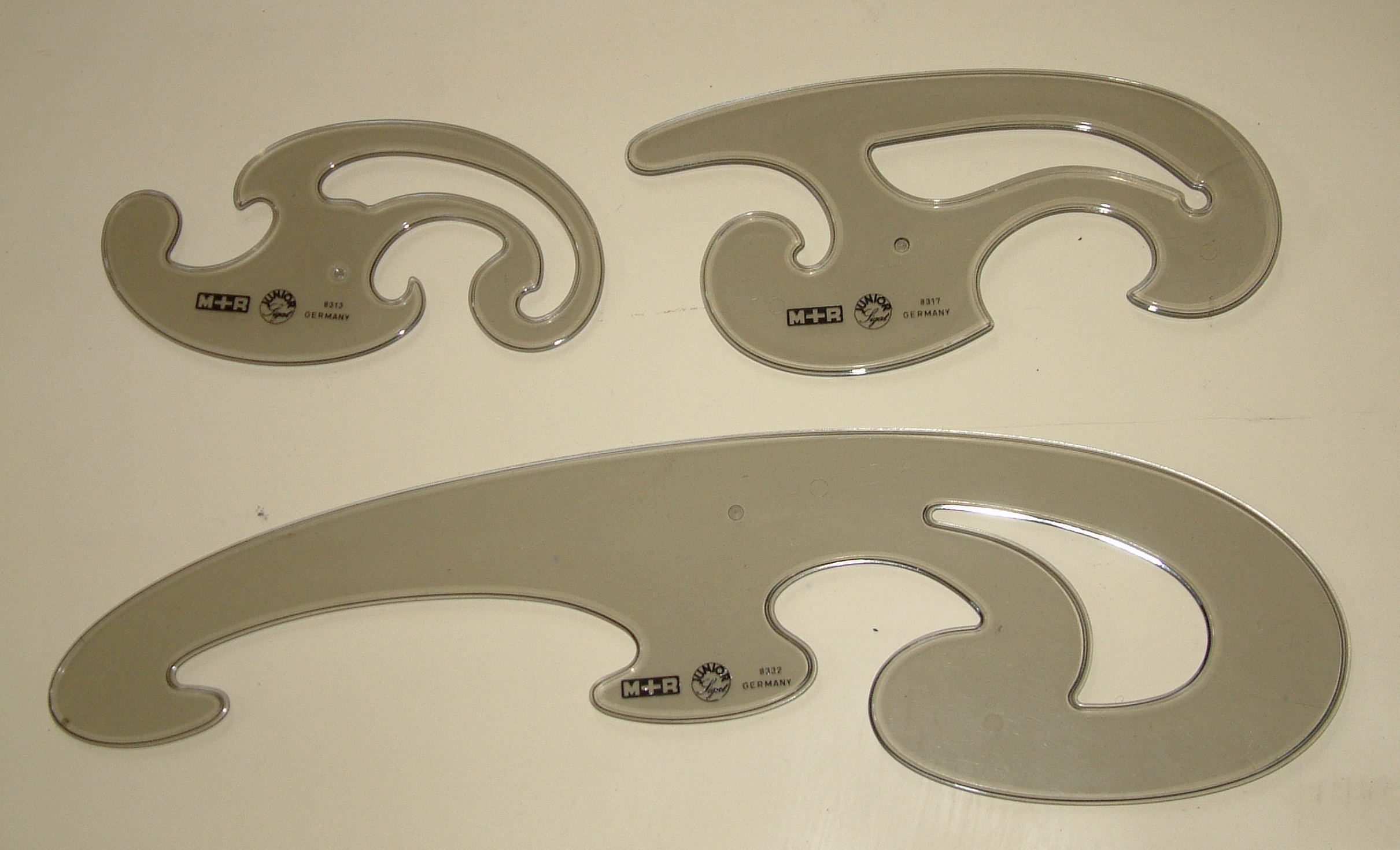
Tekenschaats

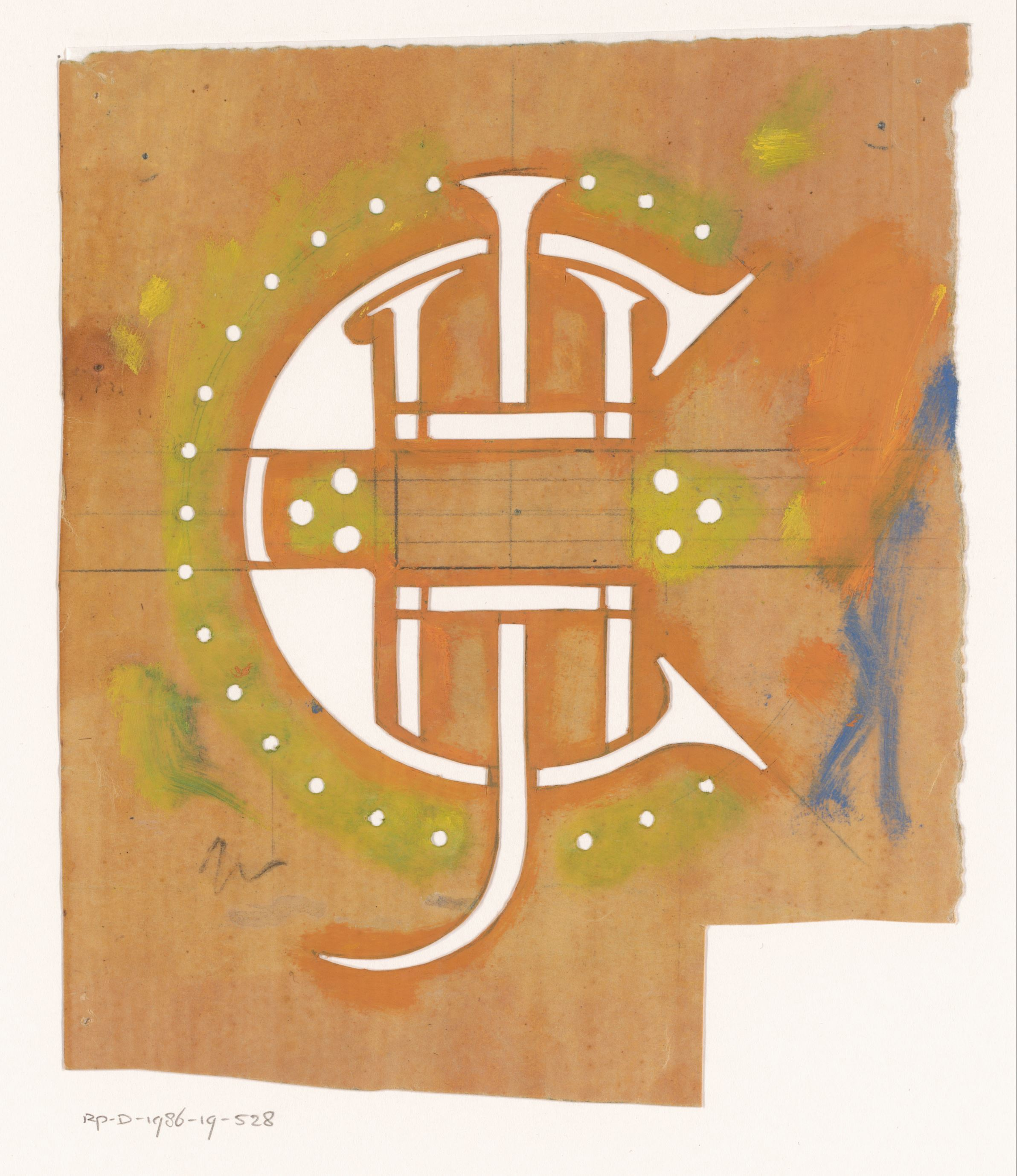
Sjabloon met ornament

Een sjabloon is een grafische vorm die voor herhaaldelijk gebruik is bedoeld.
In de oorspronkelijke betekenis is een sjabloon een stuk vlak materiaal in een gewenste vorm dat op een onderlaag wordt gelegd. Als het geheel wordt bedekt met inkt, voorkomt de sjabloon dat de inkt op de onderlaag komt. Het woord 'sjabloon' is afgeleid van het Franse échantillon (uitsnede, deel van een geheel, monster).

## Vorm of restvorm
Sjablonen kunnen als vorm of als restvorm worden gebruikt. Bij het gebruik als vorm blijft de gewenste figuur, die door de sjabloon afgedekt wordt, blanco, terwijl de rest wordt ingekleurd. Bij het gebruik als restvorm krijgt alleen de in de sjabloon uitgespaarde figuur een kleur. Bij de zeefdruktechniek wordt gebruikgemaakt van sjablonen.
Ook voor versieringen op onder andere meubels, wanden en deuren wordt de sjabloneertechniek gebruikt. Met een speciale sjabloneerborstel (korte, gelijkgesneden haren) wordt verf in de uitsparing van de sjabloon met korte klopjes opgevuld. Door herhaling van de figuur kan men ook bandversieringen en slingers aanbrengen. Met textielverf kan ook op stoffen worden gesjabloneerd.

## Aanbrengen
Het aanbrengen van de verf kan worden gedaan door tamponeren of door druk.

## Abstracte betekenis
Het woord 'sjabloon' wordt ook vaak in een abstracte betekenis gebruikt, als een generieke vorm of specificatie waar een individuele invulling aan kan worden gegeven.
Computerprogramma's voor tekstverwerking kennen sjablonen als standaardopmaak van verschillende soorten documenten, bijvoorbeeld voor brieven en voor afdrukken op enveloppen of stickervellen. Op het world wide web wordt onder meer bij contentmanagementsystemen gesproken van sjablonen of templates om tekst in een vooraf aangemaakte vormgeving te presenteren.
Op andere terreinen bestaat er een specifieke term voor de abstracte betekenis van sjabloon, bijvoorbeeld in de amusementsindustrie spreekt men van format.